# Henrika Tandefelt

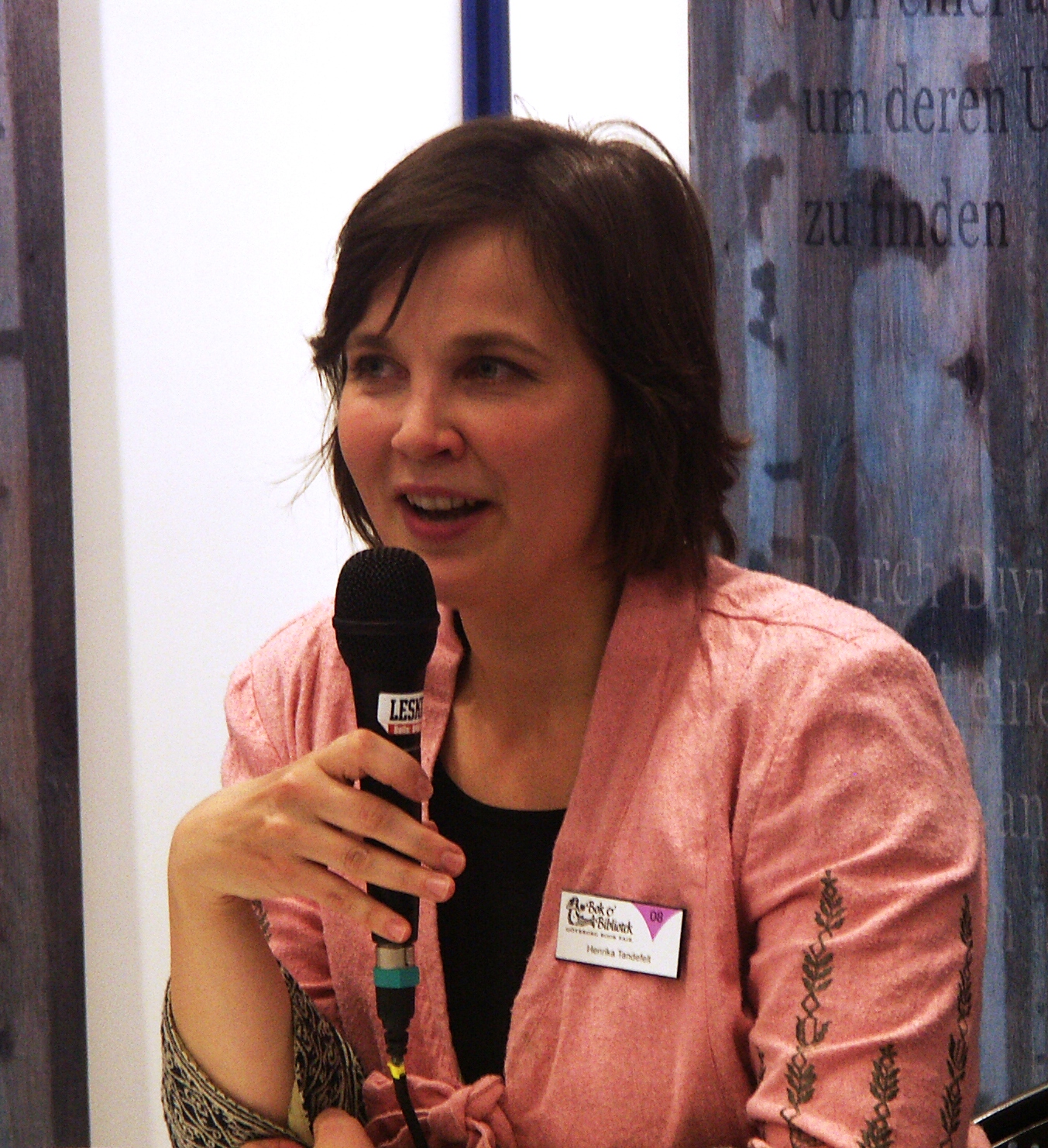
Henrika Tandefelt auf der Göteborger Buchmesse 2008

Anna Henrika Tandefelt (geboren 1972 in Helsingfors) ist eine finnische Historikerin und Hochschullehrerin sowie finnlandschwedische Autorin.

## Leben und Wirken
Henrika Tandefelt wurde in Helsingfors (finnisch Helsinki) als Tochter der Linguistin Marika Tandefelt geboren. Der Architekt Claus Tandefelt (1911–1996) war ihr Großvater mütterlicherseits. Sie machte ihr Abitur (schwedisch studentexamen) 1991 und ihren Magisterabschluss in Geschichte an der Universität Helsinki 1997. Ebenfalls an der Universität Helsinki wurde sie 2007 mit der ein Jahr später als Monographie veröffentlichten Dissertation über Gustav III. und seine „Kunst zu herrschen“
promoviert.
Sie ist Privatdozentin (docent) an der zweisprachigen Universität Helsinki und dort seit 2015 als Universitätslektorin (universitetslektor) an der schwedischsprachigen „Abteilung für Philosophie, Geschichte und Kunstforschung“ (Avdelningen för filosofi, historia och konstforskning) der Humanistischen Fakultät tätig. Für ihr 2009 erschienenes Buch über den Landtag von Borgå wurde sie mit dem Finlandia-Preis für Sachliteratur (schwedisch Fack-Finlandia) ausgezeichnet. Es war das erste schwedischsprachige Buch, das diesen 1989 zuerst vergebenen Preis erhielt.

## Auszeichnungen (Auswahl)
- 2009 Finlandiapriset
- 2009 Axel Hirschs pris, Schwedische Akademie[6]
- 2016 Statens pris för informationsspridning, Ausbildungs- und Kulturministerium (zus. mit Maria Vainio-Kurtakko, Elisabeth Stubb, Johan Kylander, Dennis Stolt, Tove Ørsted, Tuuli Toivola)[7]
- 2019 Stig Ramels pris[8]

## Veröffentlichungen (Auswahl)
- 2008 Konsten att härska – Gustaf III inför sina undersåtar, Helsingfors: Svenska litteratursällskapet i Finland
- 2009 Borgå 1809 – Ceremoni och fest, Helsingfors: Svenska litteratursällskapet i Finland
- 2019 Skrivandets villkor och gemenskap – Finlands svenska författareförening 1919–2019, Helsingfors: Svenska litteratursällskapet i Finland (zus. mit Stefan Nygård)